# Шердани
Шердани — один з так званих «народів моря», який, за давньоєгиптеськими джерелами, населяв Середземномор'я у 2-му тисячолітті до н. е. Шердани, які займались піратством та брали участь у вторгненнях на територію Єгипту, були розбиті Рамсесом II, Мернептахом, Рамсесом III і поступово ставали джерелом поповнення особистої гвардії фараонів.

## Назва

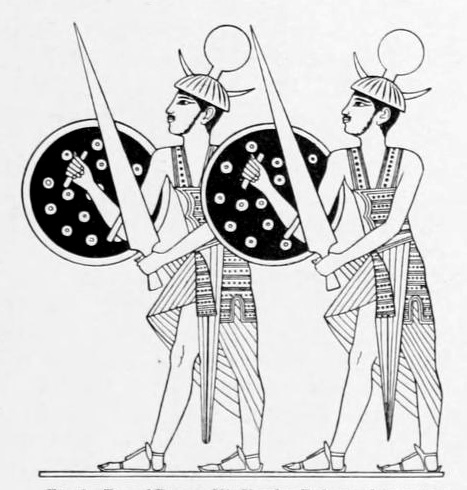
Зображення шерданів у Джеймса Генрі Брестеда. Видно характерні шоломи шерданів — з рогами та круглим набалдашником згори

Етнічна належність шерданів не встановлена.
Відповідно до поширеної серед істориків версії, ті морські розбійники були пращурами сардів, які згодом заселили Сардинію. Ізраїльський археолог Адам Цертал відзначав схожість будівель Ахвата (міста, яке він вважав столицею шерданів й ототожнював з Харошеф-Гоїмом, згаданим у 4-й главі «Книги Суддів») з нурагічними будівлями Сардинії.
Існує також гіпотеза, що цьому народу зобов'язане своєю назвою місто Сарди у Малій Азіїи.
Зрештою, відповідно до третьої гіпотези, шердани асоціюються з дарданами (союзниками троянців).

## Історія
Найдавніші згадки про народ на ім'я Srdn-w наведено у Амарнському архіві, де вони записані як «se-er-ta-an-nu» у листуванні Ріб-Адді, правителя Біблоса, з фараоном Ехнатоном або Аменхотепом III.
Хоч вони й називаються морськими розбійниками та найманцями, готовими запропонувати свої послуги, ті тексти не мають достатніх доказів того, що рід діяльності «людей ширданну» був того часу саме таким. За правління XVIII династії шердани вперше з'явились у єгипетському війську.
Фараон Рамсес II здобув перемогу над шерданами. У єгипетських джерелах йдеться про кораблі неприятеля та розгром шерданів під час відпочинку. Події, імовірно, відбувались у морі або ж на одній з приток Нілу. Однак до полонених шерданів господарі-єгиптяни ставились непогано. Їхні бойові якості невдовзі знадобились, і вони були включені до лав військ Єгипту. На більш пізніх зображеннях шердани показані такими, що б'ються у перших рядах у війнах в Сирії та Палестині. Як показує літературний папірус, загін, відряджений до Сирії та Палестини проти «заколотників», складався з 1900 єгиптян, 520 шерданів, 1600 лівійців, 100 лівійців іншого племені та 880 ефіопів.
Фараон Мернептах у Саїсській битві розбив лівійського правителя та його союзників з «народів моря», серед яких були й шердани.
На 8-му році правління Рамсеса III Єгипет постав перед загрозою нового вторгнення «народів моря». Очевидно, шердани воювали як на боці Єгипту, так і проти нього.
Шердани, служили у єгипетському війську найманцями, використовували у бою довгі прямі мечі, на відміну від єгиптян, які застосовували мечі серпоподібної форми. Щити мали круглу форму. Захистом для голови слугував шолом, прикрашений рогами.

## Галерея

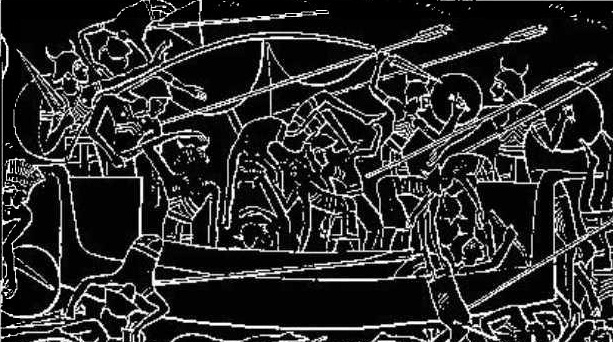
Морська битва шерданів, малюнок у храмі Медінет-Абу
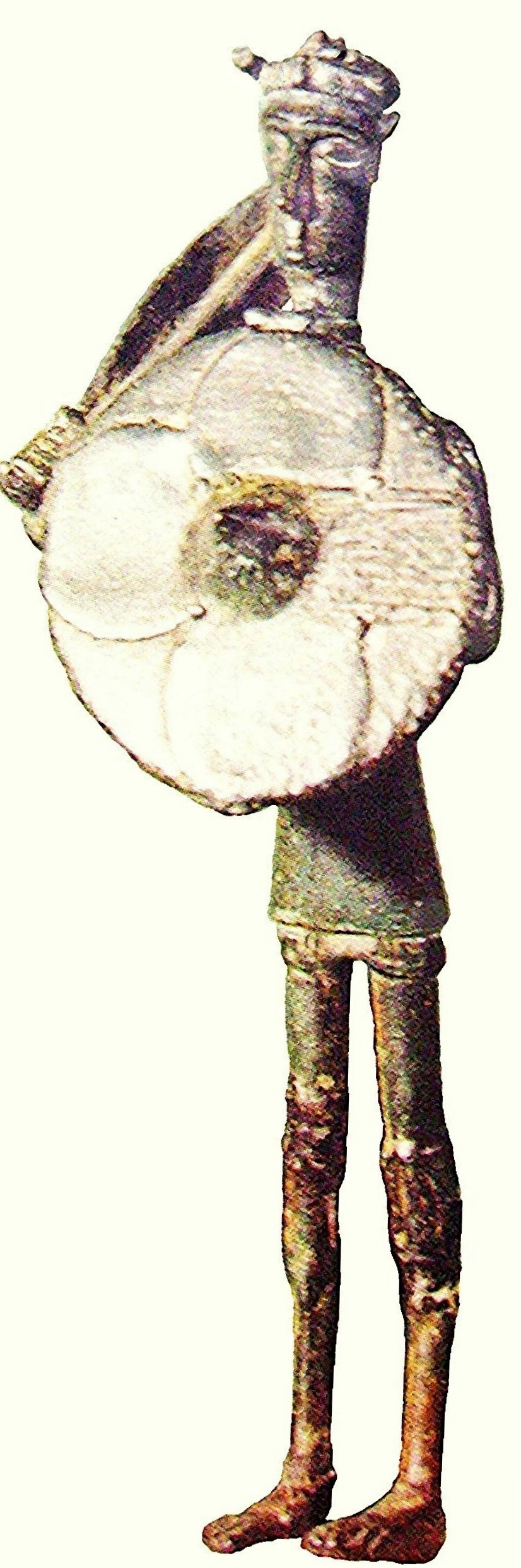
нурагічна фігурка з острова Сардинія
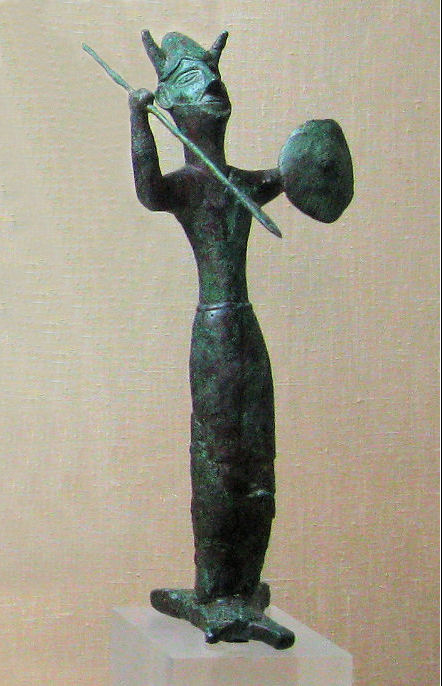
Статуя з Енгомі, Кіпр

## У літературі
Воїн Піррас, з оповідання «Дім Ерейбу» письменника Роберта Говарда, перебував у війську єгипетського фараона як шердан, хоч за походженням до них не належав.